# Dichromatos corupa
Dichromatos corupa är en insektsart som först beskrevs av Frédéric Carbonell och A. Mesa.  Dichromatos corupa ingår i släktet Dichromatos och familjen gräshoppor. Inga underarter finns listade i Catalogue of Life.